# Шпигунський фільм
Шпигунський фільм (також шпигунський трилер) — жанр кінематографа, що розглядає реальні або вигадані приклади шпигунства. Великий внесок у жанр шпигунського кіно зробив британський кінематограф. Значна кількість шпигунських фільмів є екранізацією літературних творів.
Основою сюжету шпигунських фільмів, як правило, є діяльність таємних агентів урядових розвідувальних організацій, які ризикують бути розкритими контррозвідкою противника або ворога. Популярність таких фільмів, які знімаються на стику жанрів фантастики, бойовика (комедійного бойовика), пригодницького фільму й політичного трилера, не знижується з часів Другої світової та Холодної війни й до сучасних високотехнологічних блокбастерів.
Найвідоміший шпигун кінематографа — вигаданий британський агент Джеймс Бонд.

## Популярні шпигунські франшизи
- Бульдог Драммонд (1922—1969) — 24 фільми
- Містер Мото (1937-39, 1965) — 9 фільмів
- Святий (1938—1943) — 8 фільмів
- Агент 117 (1956—2021) — 10 фільмів
- Джеймс Бонд (1962 — дотепер) — 25 фільмів
- Гаррі Палмер (1965—1996) — 5 фільмів
- Метт Гелм (1966—1969) — 4 фільми
- Арсен Люпен (1974 — дотепер) — 13 фільмів і 28 телесеріалів
- Карл Гамільтон (1989 — дотепер) — 10 фільмів
- Джек Раян (1990 — дотепер) — 5 фільмів і серіал
- Місія нездійсненна (1996—2024) — 8 фільмів
- Остін Паверс (1997—2002) — 3 фільми
- Янголи Чарлі (2000—2019) — 3 фільми, 2 серіали, кілька спінофів
- Діти шпигунів (2001—2011) — 4 фільми
- Джейсон Борн (2002—2016) — 5 фільмів
- Три ікси (2002 — дотепер) — 3 фільми
- Подвійна рокіровка / Пекельні справи (2002—2003) — 3 фільми
- Агент Джонні Інгліш (2003—2018) — 3 фільми
- Форсаж (2011 — дотепер) — 5 шпигунських фільмів
- Kingsman (2014 — дотепер) — 3 фільми
- Джон Уік (серія фільмів) (2017—2023) — 4 фільми